# Iwan Ursic
Iwan Ursic (* 6. Dezember 1976 in Aarau) ist ein Schweizer ehemaliger Handballspieler.
Nachdem Iwan Ursic mit dem TV Suhr 1999 und 2000 die Schweizer Meisterschaft gewonnen hatte, gelang ihm dies 2004 erneut mit Pfadi Winterthur. Ab dem 1. Juni 2004 spielte er für den deutschen Verein HSG Nordhorn. Nach zwei Spielzeiten wechselte er zum HSV Hamburg, mit dem er 2007 den Europapokal der Pokalsieger gewann. Seit dem Sommer 2008 spielt er wieder bei den Kadetten Schaffhausen, für die er schon in der Saison 2002/03 aktiv war. Mit den Kadetten errang er 2010, 2011 und 2012 die Meisterschaft. 2013 unterschrieb er einen Vertrag bei GC Amicitia Zürich. 2014 beendete er seine aktive Karriere.
Für die Schweizer Nationalmannschaft erzielte Iwan Ursic 571 Tore in 195 Länderspielen. Mit der Schweizer Mannschaft bestritt er am 9. und 17. Juni 2007 die entscheidenden Qualifikationsspiele zur Handball-Europameisterschaft 2008 gegen die Belarussische Auswahl, konnte sich aber nicht qualifizieren. Im Schweizer Nationaldress trug er die Rückennummer 7. 2011 beendete er seine Nationalmannschaftskarriere.

## Weblinks

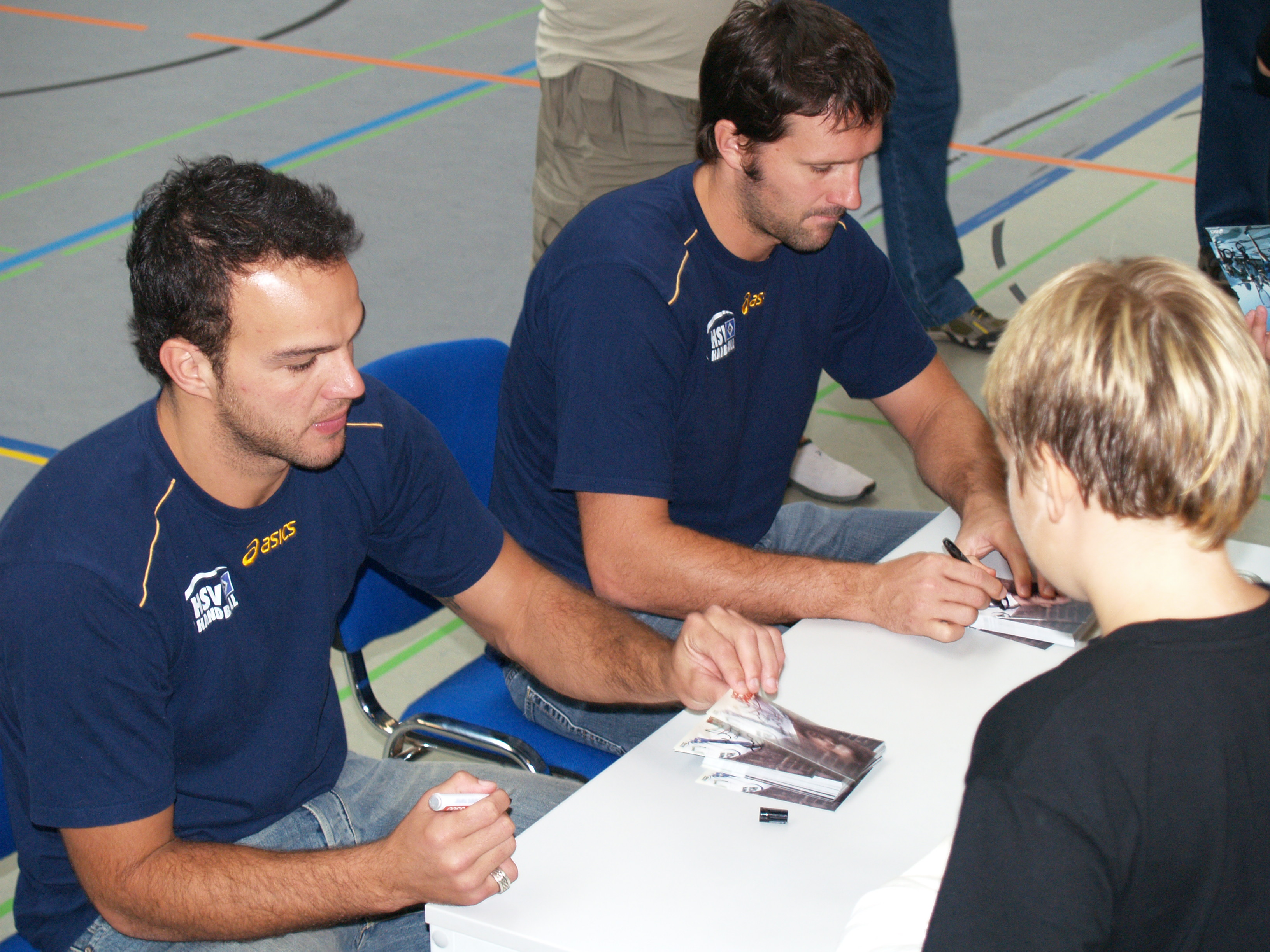
Bruno Souza (links) und Iwan Ursic (rechts) während einer Autogrammstunde